# Den nytyske skole
Den nytyske skole (tysk: Neudeutsche Schule) var en strømning inden for den musikalske udvikling bort fra den konservative forståelse af musikken som absolut og hen imod programmusik.
Der havde i anden halvdel af 1800-tallet dannet sig en gruppe af musikere og musikvidenskabsfolk omkring Franz Liszt, som udmøntede udtrykket "musik for fremtiden" (ty. "Musik der Zukunft"). Udtrykket den nytyske skole skulle stamme fra Franz Brendel 1859, udgiveren af Neue Zeitschrift für Musik ("Nyt tidsskrift for musik"). Til denne kreds af nytyske hørte foruden Brendel og Liszt komponisterne Hector Berlioz, Richard Wagner og Liszt-eleverne Joachim Raff, Peter Cornelius og Felix Draeseke. Som historisk forbillede blev Ludwig van Beethoven trukket frem som komponist og Robert Schumann som kritiker.
For den nytyske skole drejede det sig om ny definition af kunstneren i samfundet: ved siden af selve det at komponere musik blev den 'åndelige' beskæftigelse med musikken, musikkritikken, hævet op til et opgave for kunstneren – musikeren blev til en intellektuel. Dermed var der lagt en vigtig grundsten for det moderne inden for musikken.
En sådan progressiv strømning havde brug for modstand. Det fandt Brendel hurtigt i blandt andre Johannes Brahms, Joseph Joachim og Eduard Hanslick, og senere vendte den tidligere tilhænger Hans von Bülow sig imod bevægelsen. Det kom således til den såkaldte "musikstrid" (ty. 'Musikstreit') i de herskende musiktidsskrifter, særligt i Neue Zeitschrift für Musik og Rheinische Musik-Zeitung. Temaer og paradigmer i den nytyske skole prægede den musikæstetiske debat indtil begyndelsen af 1900-tallet. På den måde blev begrebet etableret i Tyskland for den retning som erklærede musikdramaet og programmusikken for indbegrebet af fremskridt inden for musikken. I det 20. århundrede blev Richard Strauss såvel som musikvidenskabsmanden  Arthur Seid regnet hertil.
Begrebet nytysk implicerer en politisk målretning eller i det mindste et nationalt tilhørsforhold. Imod det taler dog det deciderede internationale præg gennem de tre: Berlioz, Liszt og Wagner. Faktisk var den unge Liszt og den unge Wagner i deres skrifter ledt af tidligsocialistiske socialutopier, der var forbundet med bestræbelserne efter en nationalstat. Denne politiske dimension forsvandt dog hurtigt i den journalistiske strid; kun Brendel taler i sin opsats "Das Kunstwerk der Zukunft und die Einzelkünste" ('Fremtidens kunstværk og den enkeltstående kunst') om et verdenssamfund hvis ledestjerne skulle være musikdramaet (Wagners). Den nytyske skole og især Liszts symfoniske digtning udgjorde dog for mange europæiske kunstnere en måde til identifikation med det egne land og til at udvikle et 'tonesprog': således kan i det sene 19. århundrede næsten alle nationale skoler og stilarter (fx i Rusland, Tjekkiet og Finland) på direkte eller indirekte måde udledes af Liszts, Wagners og Berlioz' æstetik og musik.